# Адольфо Балонч'єрі
Адольфо Балонч'єрі (італ. Adolfo Baloncieri, * 27 липня 1897, Алессандрія — † 23 липня 1986, Генуя) — колишній італійський футболіст, нападник. По завершенні ігрової кар'єри — футбольний тренер.
Як гравець насамперед відомий виступами за клуби «Алессандрія» та «Торіно», а також національну збірну Італії.
Чемпіон Італії.

## Клубна кар'єра
Вихованець футбольної школи клубу «Алессандрія». Дорослу футбольну кар'єру розпочав 1919 року в основній команді того ж клубу, в якій провів шість сезонів, взявши участь у 121 матчі чемпіонату. Більшість часу, проведеного у складі «Алессандрії», був основним гравцем команди. У складі «Алессандрії» був одним з головних бомбардирів команди, маючи середню результативність на рівні 0,6 голу за гру першості.
Своєю грою за цю команду привернув увагу представників тренерського штабу клубу «Торіно», до складу якого приєднався 1925 року. Відіграв за туринську команду наступні сім сезонів своєї ігрової кар'єри. Граючи у складі «Торіно» також здебільшого виходив на поле в основному складі команди. В новому клубі був серед найкращих голеодорів, відзначаючись забитим голом майже у кожній другій грі чемпіонату. За цей час виборов титул чемпіона Італії.
Завершив професійну ігрову кар'єру у нижчоліговому клубі «Коменсе», за команду якого виступав протягом 1932—1933 років.

## Виступи за збірну
1920 року дебютував в офіційних матчах у складі національної збірної Італії. Протягом кар'єри у національній команді, яка тривала 11 років, провів у формі головної команди країни 47 матчів, забивши 25 голів. 24 рази виводив італійську збірну на поле як капітан команди.
У складі збірної був учасником футбольного турніру на Олімпійських іграх 1920 року в Антверпені, футбольного турніру на Олімпійських іграх 1924 року у Парижі, футбольного турніру на Олімпійських іграх 1928 року в Амстердамі, на якому команда здобула бронзові нагороди.

## Кар'єра тренера
Розпочав тренерську кар'єру, ще продовжуючи грати на полі, 1931 року, увійшовши до тренерського штабу клубу «Торіно».
Надалі очолював команди клубів «Коменсе» (також як граючий тренер), «Мілан», «Новара», «Лігурія», «Наполі», «Алессандрія», «К'яссо», «Сампдорія» та «Рома».
Останнім місцем тренерської роботи був клуб «К'яссо», команду якого Адольфо Балонч'єрі очолював як головний тренер 1962 року.
| Дата       | Місто              | Господарі         | Результат  | Гості          | Турнір                   | Голи | Примітки |
| ---------- | ------------------ | ----------------- | ---------- | -------------- | ------------------------ | ---- | -------- |
| 13/05/1920 | Генуя              | Італія            | 1 – 1      | Нідерланди     | товариський матч         | -    |          |
| 28/08/1920 | Гент               | Єгипет            | 1 – 2      | Італія         | ОІ 1920                  | 1    |          |
| 29/08/1920 | Антверпен          | Франція           | 3 – 1      | Італія         | ОІ 1920                  | -    |          |
| 02/09/1920 | Антверпен          | Іспанія           | 2 – 0      | Італія         | ОІ 1920                  | -    |          |
| 20/02/1921 | Марсель            | Франція           | 1 – 2      | Італія         | товариський матч         | -    |          |
| 26/02/1922 | Турин              | Італія            | 1 – 1      | Чехословаччина | товариський матч         | 1    |          |
| 21/05/1922 | Мілан              | Італія            | 4 – 2      | Бельгія        | товариський матч         | 2    |          |
| 03/12/1922 | Болонья            | Італія            | 2 – 2      | Швейцарія      | товариський матч         | -    |          |
| 04/03/1923 | Генуя              | Італія            | 0 – 0      | Угорщина       | товариський матч         | -    |          |
| 15/04/1923 | Відень             | Австрія           | 0 – 0      | Італія         | товариський матч         | -    |          |
| 27/05/1923 | Прага              | Чехословаччина    | 5 – 1      | Італія         | товариський матч         | -    |          |
| 09/03/1924 | Мілан              | Італія            | 0 – 0      | Іспанія        | товариський матч         | -    |          |
| 06/04/1924 | Будапешт           | Угорщина          | 7 – 1      | Італія         | товариський матч         | -    |          |
| 25/05/1924 | Париж              | Італія            | 1 – 0      | Іспанія        | ОІ 1924                  | -    |          |
| 29/05/1924 | Париж              | Люксембург        | 0 – 2      | Італія         | ОІ 1924                  | 1    |          |
| 02/06/1924 | Париж              | Швейцарія         | 2 – 1      | Італія         | ОІ 1924                  | -    |          |
| 16/11/1924 | Мілан              | Італія            | 2 – 2      | Швеція         | товариський матч         | -    |          |
| 22/03/1925 | Турин              | Італія            | 7 – 0      | Франція        | товариський матч         | 2    |          |
| 14/06/1925 | Валенсія           | Іспанія           | 1 – 0      | Італія         | товариський матч         | -    |          |
| 18/06/1925 | Лісабон            | Португалія        | 1 – 0      | Італія         | товариський матч         | -    |          |
| 08/11/1925 | Будапешт           | Угорщина          | 1 – 1      | Італія         | товариський матч         | -    |          |
| 17/01/1926 | Турин              | Італія            | 3 – 1      | Чехословаччина | товариський матч         | -    |          |
| 21/03/1926 | Турин              | Італія            | 3 – 0      | Ірландія       | товариський матч         | 1    |          |
| 18/04/1926 | Цюрих              | Швейцарія         | 1 – 1      | Італія         | товариський матч         | -    |          |
| 30/01/1927 | Женева             | Швейцарія         | 1 – 5      | Італія         | товариський матч         | 3    |          |
| 20/02/1927 | Мілан              | Італія            | 2 – 2      | Чехословаччина | товариський матч         | 1    |          |
| 17/04/1927 | Турин              | Італія            | 3 – 1      | Португалія     | товариський матч         | 1    |          |
| 24/04/1927 | Париж              | Франція           | 3 – 3      | Італія         | товариський матч         | -    |          |
| 29/05/1927 | Болонья            | Італія            | 2 – 0      | Іспанія        | товариський матч         | 1    |          |
| 23/10/1927 | Прага              | Чехословаччина    | 2 – 2      | Італія         | Кубок Центральної Європи | -    |          |
| 06/11/1927 | Болонья            | Італія            | 0 – 1      | Австрія        | Кубок Центральної Європи | -    |          |
| 25/03/1928 | Рим                | Італія            | 4 – 3      | Угорщина       | Кубок Центральної Європи | -    |          |
| 15/04/1928 | Порту              | Португалія        | 4 – 1      | Італія         | товариський матч         | -    |          |
| 22/04/1928 | Хіхон              | Іспанія           | 1 – 1      | Італія         | товариський матч         | -    |          |
| 29/05/1928 | Амстердам          | Франція           | 3 – 4      | Італія         | ОІ 1928                  | 1    |          |
| 01/06/1928 | Амстердам          | Іспанія           | 1 – 1 д.ч. | Італія         | ОІ 1928                  | 1    |          |
| 04/06/1928 | Амстердам          | Іспанія           | 1 – 7      | Італія         | ОІ 1928                  | 1    |          |
| 07/06/1928 | Амстердам          | Уругвай           | 3 – 2      | Італія         | ОІ 1928                  | 1    |          |
| 10/06/1928 | Амстердам          | Єгипет            | 3 – 11     | Італія         | ОІ 1928                  | 2    |          |
| 14/10/1928 | Цюрих              | Швейцарія         | 2 – 3      | Італія         | Кубок Центральної Європи | 1    |          |
| 11/11/1928 | Рим                | Італія            | 2 – 2      | Австрія        | товариський матч         | -    |          |
| 02/12/1928 | Мілан              | Італія            | 3 – 2      | Нідерланди     | товариський матч         | 1    |          |
| 01/12/1929 | Мілан              | Італія            | 6 – 1      | Португалія     | товариський матч         | 1    |          |
| 02/03/1930 | Франкфурт-на-Майні | Німеччина         | 0 – 2      | Італія         | товариський матч         | 1    |          |
| 06/04/1930 | Амстердам          | Нідерланди        | 1 – 1      | Італія         | товариський матч         | 1    |          |
| 11/05/1930 | Будапешт           | Угорщина          | 0 – 5      | Італія         | Кубок Центральної Європи | -    |          |
| 22/06/1930 | Болонья            | Італія            | 2 – 3      | Іспанія        | товариський матч         | -    |          |
| Усього     |                    | Матчів (47 місце) | 47         |                | Голів (6 місце)          | 25   |          |

## Титули і досягнення
- Чемпіон Італії (скасований титул[1]):

«Торіно»: 1926–27
- Чемпіон Італії (1):

«Торіно»: 1927–28
- Бронзовий олімпійський призер: 1928